# Holding Out for a Hero
Holding Out for a Hero – utwór walijskiej piosenkarki Bonnie Tyler wydany 13 kwietnia 1984 roku i umieszczony na szóstej płycie studyjnej artystki zatytułowanej Secret Dreams and Forbidden Fire z 1986 roku. Piosenkę napisali Jim Steinman i Dean Pitchford. Utwór został skomponowany do filmu Footloose z 1984 roku i został użyty w musicalu o tym samym tytule z 1988 roku, a także m.in. w filmie animowanym Shrek 2 z 2004 roku.
Teledysk do piosenki został wyprodukowany przez Jeffreya Abelsona, za reżyserię odpowiadał Doug Dowdle. 

## Covery
Utwór doczekał się wielu autorskich wersji.
- Elizabeth Daily – nagrała piosenkę do serialu Niebezpieczne ujęcia
- Jennifer Saunders – nagrała piosenkę do filmu Shrek 2 z 2004 roku
- Ella Mae Bowen – nagrała piosenkę do remake’u filmu Footlose z 2011 roku
- Becca Tobin i Melissa Benoist – wykonały piosenkę w serialu musicalowym Glee
- Agnieszka Włodarczyk, Olga Bończyk i Dominika Figurska – wykonały piosenkę w programie Jak oni śpiewają
- Beata Bednarz – wykonała utwór podczas Sylwestra z Dwójką
- Gerli Padar – w programie Su nägu kõlab tuttavalt
- Magda Steczkowska – w programie Twoja twarz brzmi znajomo
- Van Canto – cover nagrany na płycie Dawn of the Brave z 2014 roku
- Adam Lambert – cover nagrany w 2022 roku z płyty „High Drama”